# ストレジェフ
ストレジェフ（ロシア語: Стрежев、ベラルーシ語: Стрэжаў）はポロツクの地(ru)（おおよそ全盛期のポロツク公国領に相当）に存在した中世の都市である。現存せず、正確な所在は不明である。
一説には、ストレジェフは現ベラルーシ・ヴィーツェプスク州ベシャンコヴィチュィ地区(ru)の同名の湖の岸辺に存在したとされ、また一説には、現ベラルーシ・ホメリ州ジロビン地区(ru)のストレシュィン(ru)に存在したとされている。
年代記上の初出は1127年から1128年にかけての、ルーシ南部の諸公によるポロツク公国攻めの記述においてである。『イパーチー年代記』によれば、1159年以降はポロツク公ログヴォロドによって、ストレジェフを首都とするストレジェフ公国が形成されており、13世紀末にはリトアニア大公国の統治下に入った。その後、モスクワ大公国との国境付近に位置していたストレジェフは、ルーシ・リトアニア戦争(ru)において幾度となく破壊にさらされ、16世紀に消滅した。